# Мадонина (Бреша)
Мадонина је насеље у Италији у округу Бреша, региону Ломбардија.
Према процени из 2011. у насељу је живело 94 становника. Насеље се налази на надморској висини од 97 м.